# Potoxylon
Potoxylon là chi thực vật đơn loài, chỉ bao gồm 1 loài cây gỗ thường xanh trong họ Nguyệt quế (Lauraceae). Danh pháp của loài này là Potoxylon melagangai, và nó là loài bản địa Borneo.

## Mô tả
Potoxylon melagangai là cây gỗ thường xanh có vỏ xám. Lá đơn, mọc so le, giống da, với mép lá nguyên và gân lá lông chim. Cụm hoa mọc thành nhóm các cành hoa ở nách lá. Hoa lưỡng tính và đối xứng tỏa tia với 6 cánh đài mọc thành 2 vòng, 9 nhị mọc thành 3 vòng, bầu nhụy thượng và một ngăn. Quả là quả hạch giống như quả mọng, hình elipxoit và phát tán nhờ chim.

## Lịch sử tiến hóa
Phân tích phát sinh chủng loại chỉ ra rằng Potoxylon đã rẽ nhánh sớm ra khỏi các thành viên khác của họ Lauraceae. Potoxylon, giống như chi có quan hệ họ hàng gần là Eusideroxylon, có lịch sử tiến hóa khó dung giải do lịch sử địa chất phức tạp trong khu vực bản địa của nó, với các thành phần hợp thành có nguồn gốc từ cả hai siêu lục địa Gondwana và Laurasia, và kết quả là không rõ liệu Potoxylon có tiến hóa trên Gondwana hay không.